# Ichenhausen
Ichenhausen è una città tedesca di 8 434 abitanti, situato nel land della Baviera.